# Ганс Бекманн
Ганс Бекманн (нім. Hans Beckmann; 6 січня 1918, Райне — 10 травня 1981, Бад-Годесберг) — офіцер-підводник нацистської Німеччини, оберлейтенант-цур-зее резерву крігсмаріне.

## Біографія
1 жовтня 1939 року вступив на нацистський флот. З 17 квітня 1940 по 5 січня 1942 року служив на допоміжному крейсері «Комета». З 15 травня 1943 року — 2-й, з лютого 1944 року — 1-й вахтовий офіцер на підводному човні U-214. З 1 червня по 19 липня 1944 року пройшов курс командира човна. З 7 вересня 1944 по 3 травня 1945 року — командир U-2330. В травні був взятий в полон. 5 червня 1946 року звільнений.

## Звання
- Рекрут (1 жовтня 1939)
- Матрос-єфрейтор резерву (12 грудня 1941)
- Оберштурман резерву (29 березня 1943)
- Лейтенант-цур-зее резерву (1 квітня 1943)
- Оберлейтенант-цур-зее резерву (1 серпня 1944)

## Нагороди
- Залізний хрест
  - 2-го класу (3 липня 1941)
  - 1-го класу (12 грудня 1941)
- Нагрудний знак допоміжних крейсерів (10 жовтня 1942)
- Нагрудний знак підводника (листопад 1943)